# Apogonia bicarinata
Apogonia bicarinata är en skalbaggsart som beskrevs av Lewis 1896. Apogonia bicarinata ingår i släktet Apogonia och familjen Melolonthidae. Inga underarter finns listade i Catalogue of Life.